# Aussprachewörterbuch
Ein Aussprachewörterbuch ist ein Wörterbuch, das angibt, wie die Wörter einer Sprache ausgesprochen werden. Dazu wird zu jedem Wort die Aussprache in Lautschrift angegeben. In der elektronischen Textverarbeitung sind auch Aussprachewörterbücher bzw. Aussprachewörterbanken mit akustischer Darstellung in Gebrauch.
Aussprachewörterbücher können prinzipiell für jede regionale (Dialekt) oder soziale Form einer Sprache (Soziolekt) entwickelt werden; in vielen Fällen geben sie eine Standardlautung der betreffenden Sprache wieder. Bei Sprachen wie dem Englischen, die in vielen Gebieten der Erde verbreitet sind, haben sich teilweise unterschiedliche Aussprachestandards herausgebildet, die von den einschlägigen Wörterbüchern zu dokumentieren sind.
Aussprachewörterbücher unterscheiden sich von anderen Wörterbüchern durch zwei Merkmale: Sie beschränken sich weitgehend auf Informationen zur Aussprache, und sie geben in der Regel die Aussprache zu „allen“ Wörtern an, wie sie etwa auch in einem Rechtschreibwörterbuch verzeichnet sind (gegebenenfalls mit Ausnahme etwa von zusammengesetzten Wörtern oder Wortgruppen). Wörterbücher, die neben Angaben zur Aussprache auch andere Informationen enthalten (etwa zu Grammatik, Bedeutung und Wortverwendung), werden nicht als Aussprachewörterbuch bezeichnet. Viele solche Wörterbücher geben die Aussprache nur bei jenen Wörtern an, bei denen sie nicht mühelos aus der Schreibung abzulesen ist.

## Zur Bedeutung von Aussprachewörterbüchern
Aussprachewörterbücher haben oft die Funktion, den Mitgliedern einer Sprachgemeinschaft oder den Personen, die eine Sprache erlernen, die korrekte Aussprache der Wörter zu nennen. Sie geben damit Standards für die Aussprache vor, an die sich vor allem diejenigen halten, die in der Öffentlichkeit sprechen müssen: z. B. die Sprecher in Radio oder Fernsehen, Schauspieler, Lehrer. Auch für den Unterricht in Schulen und Hochschulen oder für den Umgang in Behörden und Gerichten haben sie Bedeutung, da sie Orientierung für die korrekte Verwendung der Sprache geben und damit zur Sicherung erfolgreicher Kommunikation beitragen.
Zum Beispiel gibt es im Deutschen eine starke Tendenz, Wörter wie „Bär“, „Käse“ oder „Mädchen“ mit einem geschlossenen langen e (Lautschrift: [⁠eː⁠]) auszusprechen; für das Hochdeutsche gilt aber in diesen Fällen nur ein offenes langes ä (Lautschrift: [⁠ɛː⁠]) als korrekt. Ein Aussprachewörterbuch klärt derartige Zweifelsfälle.
Die meisten Wörterbuch-Käufer erwerben statt eines Aussprachewörterbuchs ein Wörterbuch, das ihnen mehr Informationen bietet, etwa Angaben zu Schreibvarianten, Grammatik und Wortverwendung. Häufig werden in einem solchen Wörterbuch nur beschränkte Angaben zur Aussprache gemacht: zum Beispiel Markierung der Betonung bei den Stichwörtern, ansonsten Lautschrift nur bei Wörtern mit zweifelhafter Aussprache. Zweisprachige Wörterbücher für Benutzer, die eine Fremdsprache erlernen oder verwenden, geben die Aussprache im Prinzip bei „allen“ Wörtern der Fremdsprache an – aber wiederum neben weiteren Angaben, wie Übersetzung, Grammatik, Beispiele zur Wortverwendung. Zweisprachige Wörterbücher zählen deshalb ebenfalls nicht zu den Aussprachewörterbüchern.

## Aussprachewörterbücher des Deutschen
- Stefan Kleiner, Ralf Knöbl, Max Mangold (Hrsg.): Duden - das Aussprachewörterbuch (= Der Duden in zwölf Bänden. Band 6). 8., komplett überarbeitete und erweiterte  Auflage. Dudenverlag, Berlin 2023, ISBN 978-3-411-04068-1.
- Ulrich Ammon, Hans Bickel, Alexandra N. Lenz, Juliane Fink (Hrsg.): Variantenwörterbuch des Deutschen: die Standardsprache in Österreich, der Schweiz, Deutschland, Liechtenstein, Luxemburg, Ostbelgien und Südtirol sowie Rumänien, Namibia und Mennonitensiedlungen. 2., völlig neu bearbeitete und erweiterte  Auflage. De Gruyter, Berlin Boston 2018, ISBN 978-3-11-024544-8.
- Carsten Keil: Frankfurter Aussprachewörterbuch, 2017–2018 (online), ein Beispiel für ein Regiolekt-Aussprachewörterbuch.
- Eva-Maria Krech, Eberhard Stock, Ursula Hirschfeld, Lutz Christian Anders (Hrsg.): Deutsches Aussprachewörterbuch. de Gruyter, Berlin, New York 2009, ISBN 978-3-11-021556-4.
- Rudolf Muhr: Österreichisches Aussprachewörterbuch - Österreichische Aussprachedatenbank. P. Lang, Frankfurt am Main 2007, ISBN 978-3-631-55414-2.
- Eva-Maria Krech, Eduard Kurka, Helmut Stelzig, Eberhard Stock, Ursula Stötzer, Rudi Teske. (Hrsg.): Großes Wörterbuch der deutschen Aussprache. Bibliographisches Institut, Leipzig 1982.
- Theodor Siebs: Deutsche Bühnenaussprache. 1. Auflage 1898, zahlreiche Neuauflagen
  - Deutsche Aussprache: Reine und gemäßigte Hochlautung mit Aussprachewörterbuch. 19. umgearb. Aufl. Bisher u.d.T.: Siebs: Deutsche Hochsprache. Reprint 2019. De Gruyter, Berlin, Boston 1969, ISBN 978-3-11-000325-3.
- Wilhelm Viëtor: Deutsches Aussprachewörterbuch.
  - 1. Auflage: O. R. Reisland, Leipzig 1912 (1. Lieferung 1908).
  - 2. Auflage: O. R. Reisland, Leipzig 1915.
  - 3., durchgesehene Auflage, besorgt von Ernst A. Meyer: O. R. Reisland, Leipzig 1921. 
 Reprints dieser 3. Auflage: Outlook: Bremen 2011, ISBN 978-3-86403-131-1; Europäischer Hochschulverlag, Bremen 2011, ISBN 978-3-8457-2009-8.
  - 4. und 5., durchgesehene und durch einen Anhang erweiterte Auflage, besorgt von Ernst A. Meyer: O. R. Reisland, Leipzig 1931.

## Aussprachewörterbücher des Französischen
- Alfred Barbeau und Émile Rodhe: Dictionnaire phonétique de la langue française.  Franskt uttalslexikon. Norstedt, Stockholm 1930. (341 Seiten, mit Eigennamen)
- Alain Lerond: Dictionnaire de la prononciation. Larousse, Paris 1980. (589 Seiten, mit Eigennamen)
- Hermann Michaelis und Paul Passy: Dictionnaire phonétique de la langue française. Complément nécessaire de tout dictionnaire français. Meyer, Hannover 1897. (318 Seiten, phonetisch-alphabetisch geordnet, mit Varianten)
- André Martinet und Henriette Walter: Dictionnaire de la prononciation française dans son usage réel. France-Expansion, Paris 1973. (932 Seiten, mit Varianten)
- Dominique Taulelle: Le Robert oral-écrit. L'orthographe par la phonétique. Le Robert, Paris 1989. (1299, 54 Seiten, phonetisch-alphabetisch geordnet)
- Léon Warnant: Dictionnaire de la prononciation française dans sa norme actuelle. Duculot, Paris 1987. (987 Seiten, mit Eigennamen, zuerst 1962–1966)